# Oļegs Blagonadeždins
Oļegs Blagonadeždins (ur. 16 maja 1973 w Rydze) – piłkarz łotewski grający na pozycji prawego obrońcy.

## Kariera klubowa
Blagonadeždins swoją karierę piłkarską rozpoczął w klubie Pārdaugava Ryga, w którym występował w lidze ZSRR. W 1992 roku odszedł z zespołu i zaczął występować w najbardziej utytułowanym klubie w kraju, Skonto Ryga. Przez lata był podstawowym zawodnikiem Skonto, a swój pierwszy sukces osiągnął już w 1993 roku, kiedy to zdobył mistrzostwo Łotwy. Z kolei w latach 1994–2002 powtórzył jeszcze dziewięciokrotnie ten sukces. W latach 1995, 1997, 1998, 2000–2002 roku zdobywał także Puchar Łotwy. W 2003 roku Oļegs odszedł do rosyjskiej Ałaniji Władykaukaz, ale po rozegraniu 4 spotkań w Premier Lidze wrócił do Skonto. W latach 2003 i 2004 zdobył kolejne dwa tytuły mistrza kraju, a w barwach Skonto grał do końca 2005 roku. Dla tego klubu rozegrał 222 spotkania i zdobył 14 goli. W 2006 roku odszedł do FK Jūrmala. Zagrał w 23 meczach i po sezonie zakończył piłkarską karierę w wieku 33 lat.

## Kariera reprezentacyjna
W reprezentacji Łotwy Blagonadeždins zadebiutował 10 lipca 1992 roku w wygranym 2:1 towarzyskim spotkaniu z Estonią. Przez lata był podstawowym zawodnikiem zespołu. W 2004 roku został powołany przez Aleksandrsa Starkovsa do kadry na Euro 2004. Tam zagrał we wszystkich trzech spotkaniach: przegranych 1:2 z Czechami i 0:3 z Holandią oraz zremisowanym 0:0 z Niemcami, a po turnieju zakończył reprezentacyjną karierę. W kadrze narodowej wystąpił w 70 meczach i zdobył w nich 2 gole.

## Kariera trenerska
Po zakończeniu kariery zawodniczej rozpoczął pracę szkoleniową. Najpierw pracował z juniorami w JFC Skonto. W latach 2008–2012 prowadził juniorskie reprezentacje Łotwy różnych kategorii. Od 2011 do 2012 szkolił młodzież w FK Rīgas Futbola skola. W 2012 trenował FK Spartaks Jurmała. W 2013 pomagał trenować klub Super Nova. W 2014 został zaproszony na stanowisko głównego trenera AFA Olaine oraz do sztabu szkoleniowego kobiecej reprezentacji Łotwy do lat 19.

## Sukcesy i odznaczenia

### Sukcesy klubowe
- mistrz Łotwy (13): 1992, 1993, 1994, 1995, 1996, 1997, 1997, 1998, 1999, 2000, 2001, 2002, 2004
- zdobywca Pucharu Łotwy (7): 1992, 1995, 1997, 1998, 2000, 2001, 2002